# Arrondissement del Belgio
Gli arrondissement del Belgio sono un tipo di articolazione territoriale cui non corrisponde un ente amministrativo ma solo l'ufficio del commissario responsabile per l'ordine pubblico. Esistono arrondissement amministrativi, arrondissement giudiziari e arrondissement elettorali, non necessariamente coincidenti tra loro.

## Arrondissementamministrativi
Gli arrondissement amministrativi belgi sono un tipo di divisione amministrativa intermedia tra la provincia e il comune.
Esistono in totale 43 arrondissement, 22 dei quali nella regione delle Fiandre e 20 in Vallonia. La Regione di Bruxelles-Capitale è invece costituita da un unico arrondissement. L'arrondissement ha sempre il nome del capoluogo, ad eccezione dell'arrondissement di Halle-Vilvoorde.
Presso ciascun arrondissement un commissario rappresenta il governo regionale, della comunità e federale. Il commissario dipende dal governatore della provincia. L'arrondissement di Bruxelles-Capitale ha un governatore, con poteri analoghi a quelli provinciali.
Fiandre
| Provincia           | Arrondissement                        | Codice INS | Popolazione (01/01/2018) | Area (km²) | Numero di comuni | Localizzazione |
| ------------------- | ------------------------------------- | ---------- | ------------------------ | ---------- | ---------------- | -------------- |
| Anversa             | Arrondissement di Anversa             | 11         | 1 045 593                | 1 000      | 30               |                |
| Anversa             | Arrondissement di Malines (Mechelen)  | 12         | 342 945                  | 510        | 13               |                |
| Anversa             | Arrondissement di Turnhout            | 13         | 458 948                  | 1 357      | 27               |                |
| Brabante Fiammingo  | Arrondissement di Halle-Vilvoorde     | 23         | 632 134                  | 943        | 35               |                |
| Brabante Fiammingo  | Arrondissement di Lovanio (Leuven)    | 24         | 506 355                  | 1 163      | 30               |                |
| Fiandre Occidentali | Arrondissement di Bruges (Brugge)     | 31         | 281 780                  | 661        | 10               |                |
| Fiandre Occidentali | Arrondissement di Courtrai (Kortrijk) | 34         | 289 114                  | 404        | 12               |                |
| Fiandre Occidentali | Arrondissement di Diksmuide           | 32         | 51 428                   | 362        | 5                |                |
| Fiandre Occidentali | Arrondissement di Ostenda (Oostende)  | 35         | 156 468                  | 292        | 7                |                |
| Fiandre Occidentali | Arrondissement di Roeselare           | 36         | 151 873                  | 272        | 8                |                |
| Fiandre Occidentali | Arrondissement di Tielt               | 37         | 92 615                   | 329        | 9                |                |
| Fiandre Occidentali | Arrondissement di Veurne              | 38         | 61 530                   | 275        | 5                |                |
| Fiandre Occidentali | Arrondissement di Ypres (Ieper)       | 33         | 106 251                  | 550        | 8                |                |
| Fiandre Orientali   | Arrondissement di Aalst               | 41         | 289 175                  | 469        | 10               |                |
| Fiandre Orientali   | Arrondissement di Dendermonde         | 42         | 200 307                  | 343        | 10               |                |
| Fiandre Orientali   | Arrondissement di Eeklo               | 43         | 84 591                   | 334        | 6                |                |
| Fiandre Orientali   | Arrondissement di Gand (Gent)         | 44         | 556 916                  | 944        | 21               |                |
| Fiandre Orientali   | Arrondissement di Oudenaarde          | 45         | 123 868                  | 419        | 11               |                |
| Fiandre Orientali   | Arrondissement di Sint-Niklaas        | 46         | 250 196                  | 475        | 7                |                |
| Limburgo            | Arrondissement di Hasselt             | 71         | 427 010                  | 906        | 18               |                |
| Limburgo            | Arrondissement di Maaseik             | 72         | 240 511                  | 884        | 13               |                |
| Limburgo            | Arrondissement di Tongeren            | 73         | 203 359                  | 632        | 13               |                |

Vallonia
| Provincia        | Arrondissement                      | Codice INS | Popolazione (01/01/2018) | Area (km²) | Numero di comuni | Localizzazione |
| ---------------- | ----------------------------------- | ---------- | ------------------------ | ---------- | ---------------- | -------------- |
| Brabante Vallone | Arrondissement di Nivelles          | 25         | 401 106                  | 1 091      | 27               |                |
| Hainaut          | Arrondissement di Ath               | 51         | 86 782                   | 487        | 8                |                |
| Hainaut          | Arrondissement di Charleroi         | 52         | 430 701                  | 555        | 14               |                |
| Hainaut          | Arrondissement di Mons              | 53         | 258 608                  | 584        | 13               |                |
| Hainaut          | Arrondissement di Mouscron          | 54         | 76 297                   | 101        | 2                |                |
| Hainaut          | Arrondissement di Soignies          | 55         | 190 334                  | 517        | 8                |                |
| Hainaut          | Arrondissement di Thuin             | 56         | 151 912                  | 934        | 14               |                |
| Hainaut          | Arrondissement di Tournai           | 57         | 147 011                  | 608        | 10               |                |
| Liegi            | Arrondissement di Huy               | 61         | 113 097                  | 659        | 17               |                |
| Liegi            | Arrondissement di Liegi (Liège)     | 62         | 623 953                  | 797        | 24               |                |
| Liegi            | Arrondissement di Verviers          | 63         | 287 374                  | 2 016      | 29               |                |
| Liegi            | Arrondissement di Waremme           | 64         | 80 902                   | 390        | 14               |                |
| Lussemburgo      | Arrondissement di Arlon             | 81         | 62 202                   | 317        | 5                |                |
| Lussemburgo      | Arrondissement di Bastogne          | 82         | 48 183                   | 1 043      | 8                |                |
| Lussemburgo      | Arrondissement di Marche-en-Famenne | 83         | 56 143                   | 954        | 9                |                |
| Lussemburgo      | Arrondissement di Neufchâteau       | 84         | 63 041                   | 1 355      | 12               |                |
| Lussemburgo      | Arrondissement di Virton            | 85         | 53 658                   | 771        | 10               |                |
| Namur            | Arrondissement di Dinant            | 91         | 110 610                  | 1 592      | 15               |                |
| Namur            | Arrondissement di Namur             | 92         | 316 058                  | 1 165      | 16               |                |
| Namur            | Arrondissement di Philippeville     | 93         | 66 405                   | 909        | 7                |                |

Regione di Bruxelles-Capitale
| Provincia          | Arrondissement                       | Codice INS | Popolazione (01/01/2018) | Area (km²) | Numero di comuni | Mappa |
| ------------------ | ------------------------------------ | ---------- | ------------------------ | ---------- | ---------------- | ----- |
| Bruxelles-Capitale | Arrondissement di Bruxelles-Capitale | 21         | 1 198 726                | 161        | 19               |       |

## Arrondissementgiudiziari

I dodici arrondissement giudiziari del Belgio dalla riforma del 2014.

Dal 1869 al 2014 il Belgio ha avuto ventisette arrondissement giudiziari. Dal 1º aprile 2014 sono stati ridotti a dodici. Gli arrondissement giudiziari sono suddivisi in cinque zone corrispondenti alla giurisdizione di una Corte d'appello, come di seguito elencate:
- Anversa, la cui giurisdizione si estende sulle province di Anversa e Limburgo:
  - Arrondissement giudiziario di Anversa;
  - Arrondissement giudiziario di Limburgo.
- Bruxelles, la cui giurisdizione si estende sulle province del Brabante Fiammingo, del Brabante vallone e della regione di Bruxelles-Capitale:
  - Arrondissement giudiziario di Leuven;
  - Arrondissement giudiziario del Brabante Vallone;
  - Arrondissement giudiziario di Bruxelles (Bruxelles, Hal-Vilvorde).
- Gand, la cui giurisdizione si estende sulle province delle Fiandre Occidentali e delle Fiandre Orientali:
  - Arrondissement giudiziario delle Fiandre occidentali;
  - Arrondissement giudiziario delle Fiandre orientali.
- Liegi, la cui giurisdizione si estende sulle province di Liegi, Lussemburgo e Namur:
  - Arrondissement giudiziario di Eupen;
  - Arrondissement giudiziario di Liegi;
  - Arrondissement giudiziario di Namur;
  - Arrondissement giudiziario del Lussemburgo.
- Mons, la cui giurisdizione corrisponde alla provincia dell'Hainaut:
  - Arrondissement giudiziario dell'Hainaut.

## Arrondissementelettorali
Fino a pochi anni fa le circoscrizioni elettorali per le elezioni parlamentari venivano dette arrondissement elettorali. Attualmente tali circoscrizioni sono sostituite dalle province, ad eccezione dell'arrondissement di Bruxelles-Capitale (geograficamente coincidente con la regione di Bruxelles-Capitale) e dell'arrondissement di Halle-Vilvoorde che sono tuttora uniti per formare la circoscrizione elettorale di Brussel-Halle-Vilvoorde/Bruxelles-Hal-Vilvorde.
Per l'elezione del Parlamento Vallone, gli attuali arrondissement della regione vengono invece ancora usati per costituire le 13 circoscrizioni elettorali:
- Arlon - Marche-en-Famenne - Bastogne
- Mons
- Charleroi
- Dinant - Philippeville
- Tournai - Ath - Mouscron
- Huy - Waremme
- Liegi
- Namur
- Neufchâteau - Virton
- Nivelles
- Thuin
- Verviers
- Soignies